# Lemairegisa mixta
Lemairegisa mixta är en fjärilsart som beskrevs av Heinrich Benno Möschler 1883. Lemairegisa mixta ingår i släktet Lemairegisa och familjen tandspinnare. Inga underarter finns listade i Catalogue of Life.